# Idris Ackamoor

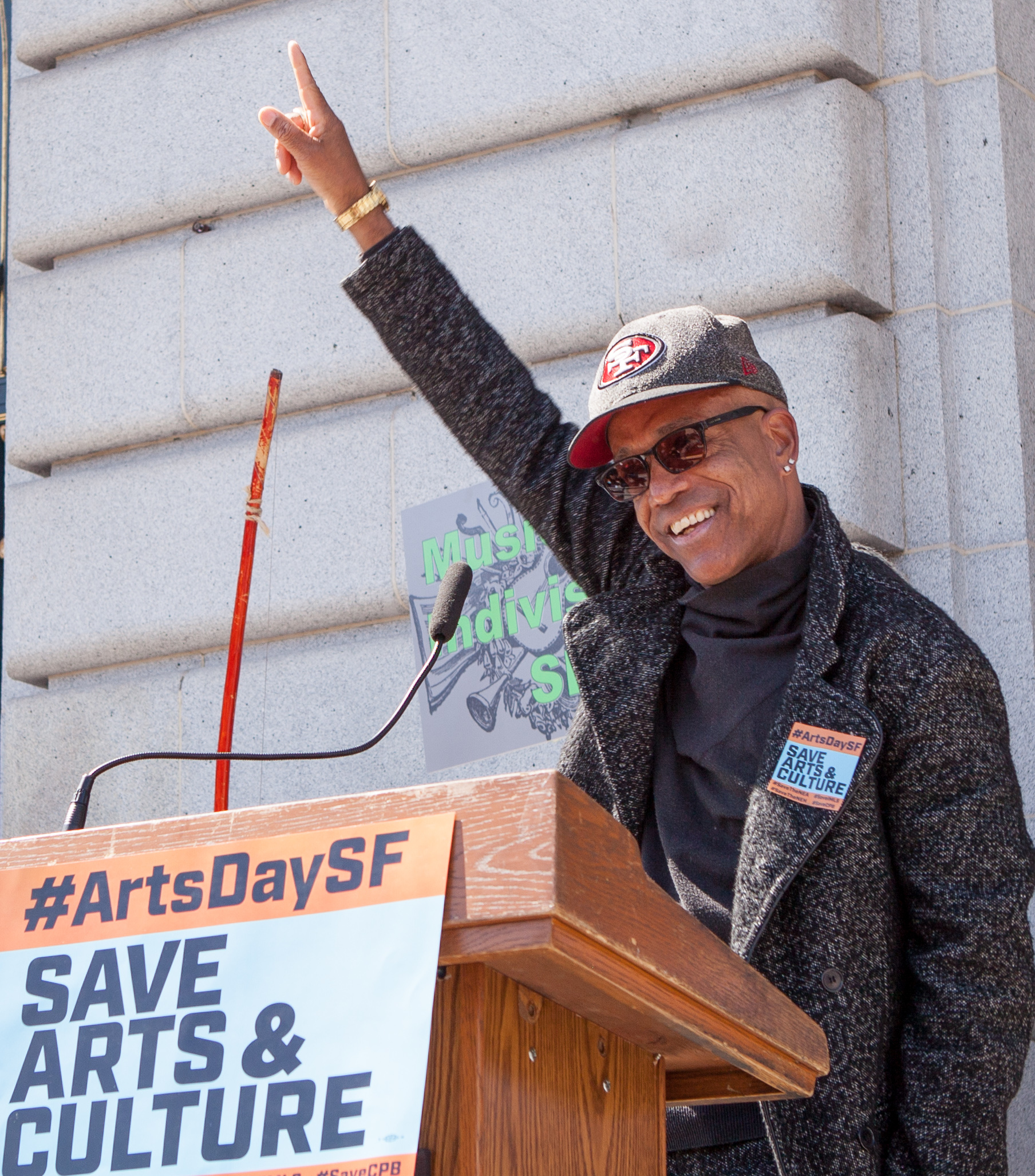
Idris Ackamoor in 2017

Idris Ackamoor, geboren als Bruce Baker (Chicago, 9 januari 1950) is een Amerikaanse jazz-saxofonist en componist uit Chicago.
Ackamoor richtte tijdens zijn studie aan Antioch College in 1971 met fluitiste Margo Simmons (met wie Ackamoor getrouwd is geweest) en bassist Kimathi Assante de spirituele avant-garde-Afrojazzgroep The Pyramids op. Ackamoor toerde met de toen nog naamloze groep in  Europa (onder meer in Nederland) en Afrika. Terug in Amerika speelde hij met de band, nu the Pyramids geheten, in en rond Ohio, aangevuld met spelers als Donald Robinson en Bradie Speller. In het begin van de jaren zeventig bracht de groep in eigen beheer drie albums uit, die uitkwamen in zeer kleine oplagen. De muziek van The Pyramids vertoonde verwantschap met die van Sun Ra en Art Ensemble of Chicago. De groep was actief tot 1977, maar kwam ter gelegenheid van een compilatie-album van Ackamoor en de heruitgave van The Pyramids-albums in 2010 weer bij elkaar voor een concert. Hierna ging de band weer toeren en bracht het een nieuw album uit.
Ackamoor is de oprichter van muziektheatergroep Cultural Odyssey die allerlei projecten heeft waarin muziek, theater en performance-kunst samengaan. In een van die projecten werkt Ackamoor (sinds 1983) samen met de actrice en zangeres Rhodessa Jones. Met de choreograaf/danser Bill T. Jones en Rhodessa Jones kreeg Ackamoor in 1992 een Izzie-award voor de choreografie in Perfect Courage.

## Discografie
- Portrait, Cultural Odyssey, 1998
- Centurian, Cultural Oddysey, 1999
- Hommage to Cuba, Cultural Oddysey, 2004
- Music of Idris Ackamore, EM Records (Japan), 2006

The Pyramids:
- Lalibela, Pyramid Records, 1973
- King of Kings, Pyramid Records, 1974
- Birth, Speed, Merging, Pyramid Records, 1976
- Otherworldly, Pyramid Records, 2011